# Tublatanka (album)
Tublatanka bylo první řadové album skupiny Tublatanka. Toto album vydalo vydavatelství Opus. Mezi nejznámější skladby patří „Šlabikár“, „Kúpim si kilo lásky“, „Mám rád veci nemožné“ a „O nás“. Tohoto alba se prodalo okolo 100 tisíc hudebních nosičů.[zdroj?] Poté dostali nabídku na nahrávání dalšího alba.[zdroj?]
| Pořadí | Název                               | Délka |
| ------ | ----------------------------------- | ----- |
| 1.     | Šlabikár                            | 3:31  |
| 2.     | Dajte mi na to liek                 | 3:08  |
| 3.     | Máme to zrátané                     | 3:56  |
| 4.     | Som rád, že ťa stretnem len náhodou | 5:01  |
| 5.     | Rieka                               | 7:43  |
| 6.     | Kúpim si kilo lásky                 | 4:39  |
| 7.     | Mám rád veci nemožné                | 3:41  |
| 8.     | O nás                               | 4:15  |
| 9.     | Priateľ                             | 3:25  |
| 10.    | Zajtra                              | 2:53  |
| 11.    | Schody do seba                      | 3:25  |